# Ayron
Ayron ist eine französische Gemeinde mit 1.087 Einwohnern (Stand: 1. Januar 2022) im Département Vienne in der Region Nouvelle-Aquitaine. Ayron gehört zum Arrondissement Poitiers und zum Kanton Vouneuil-sous-Biard (bis 2015: Kanton Vouillé). Die Einwohner werden Ayronais genannt.

## Geographie
Ayron liegt etwa 20 Kilometer westnordwestlich von Poitiers am  Fluss Vendelogne. Umgeben wird Ayron von den Nachbargemeinden Chalandray im Norden und Westen, Cherves im Norden, Maillé im Nordosten, Chiré-en-Montreuil im Osten und Südosten, Latillé im Süden sowie Vasles im Westen und Südwesten. 
Durch die Gemeinde führt die Route nationale 149.

## Bevölkerungsentwicklung
| Jahr                      | 1962 | 1968 | 1975 | 1982 | 1990 | 1999 | 2006 | 2013 |
| Einwohner                 | 759  | 714  | 625  | 820  | 899  | 991  | 1084 | 1165 |
| Quelle: Cassini und INSEE |      |      |      |      |      |      |      |      |

## Sehenswürdigkeiten
- Kirche Saint-Gervais-Saint-Protais auf Fundamenten aus dem 5./6. Jahrhundert errichtet
- Schloss Ayron aus dem 15./16. Jahrhundert, Monument historique seit 1999
- Waschhaus von 1850

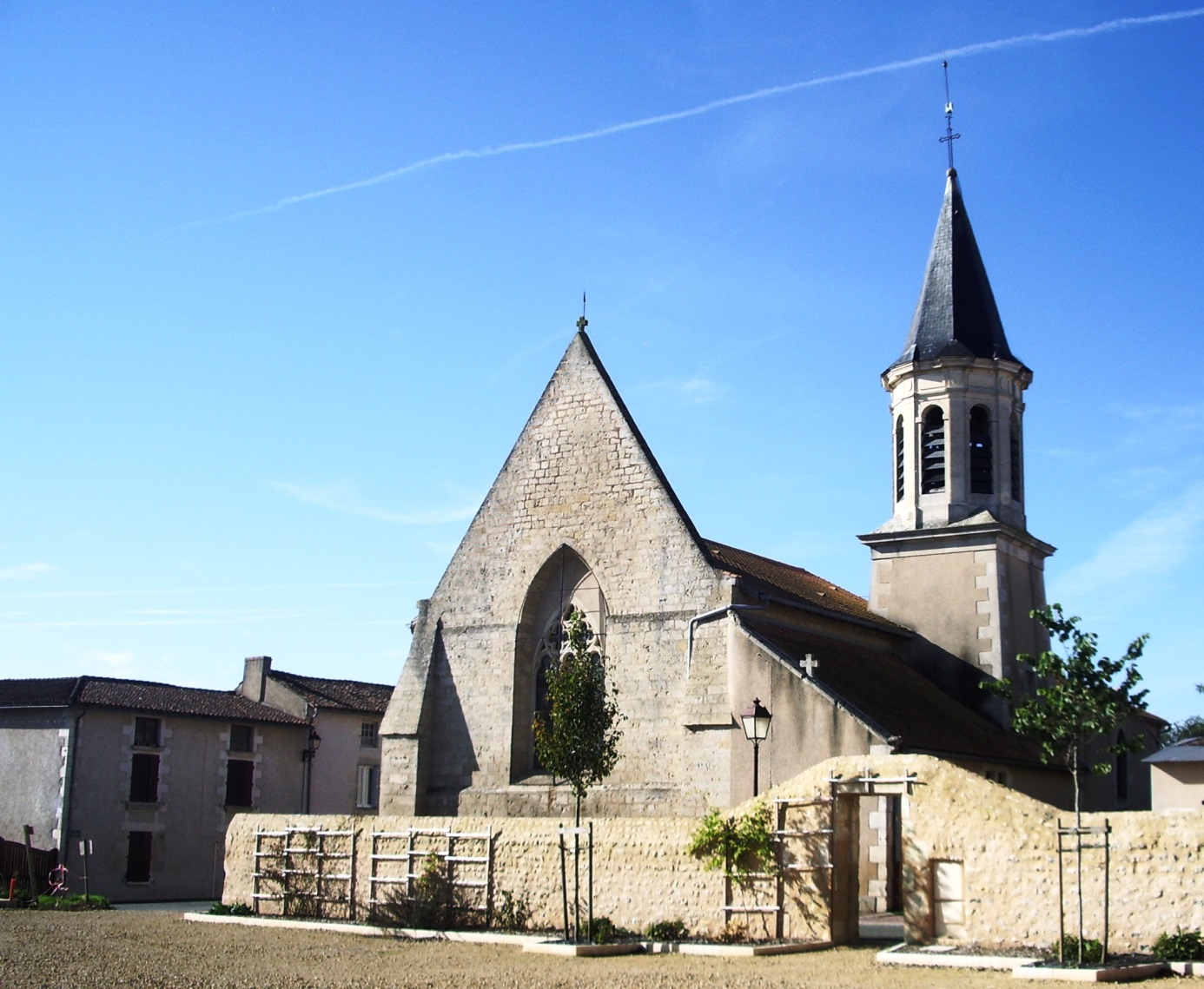
Kirche Saint-Gervais-Saint-Protais
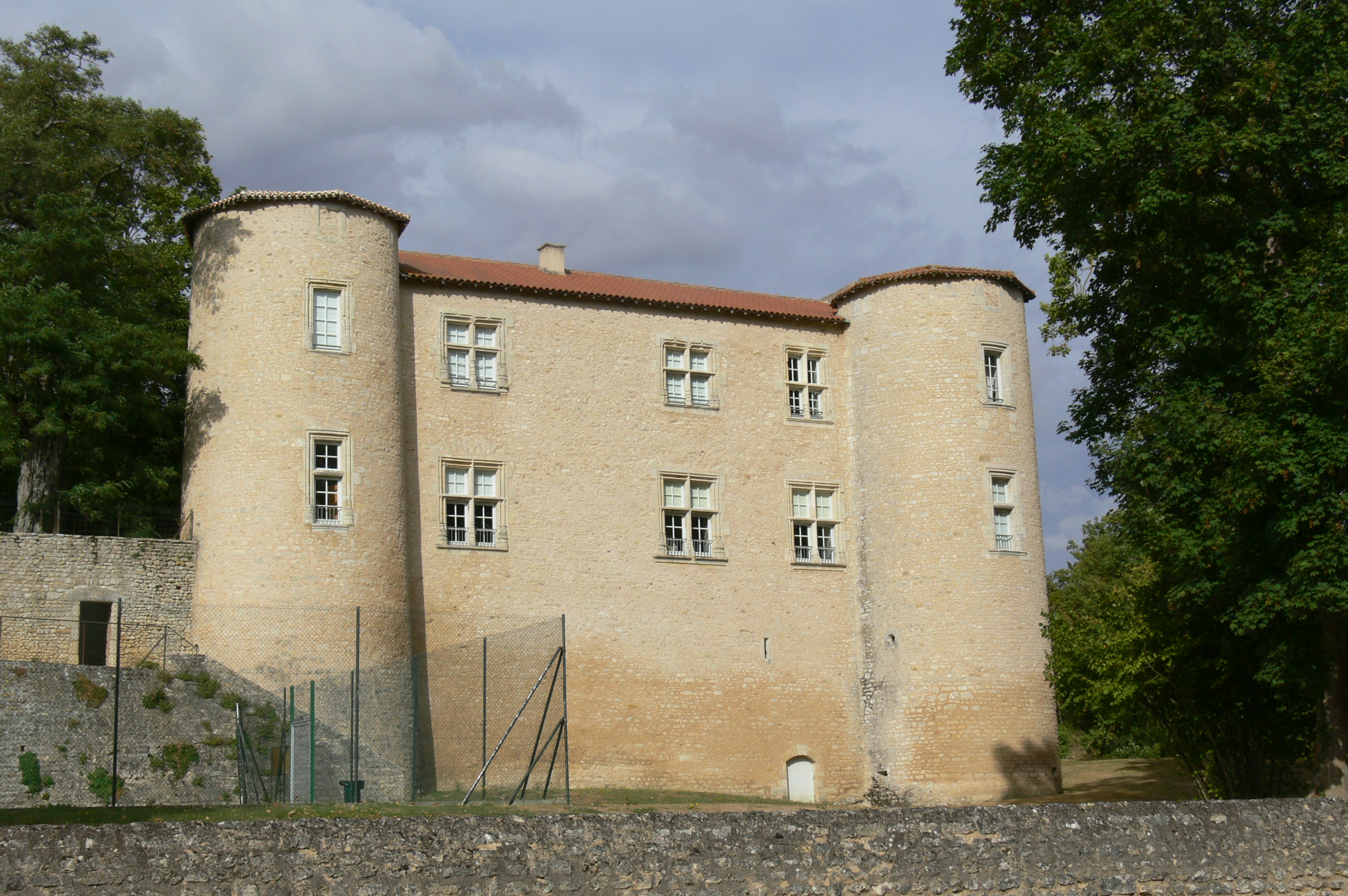
Schloss Ayron
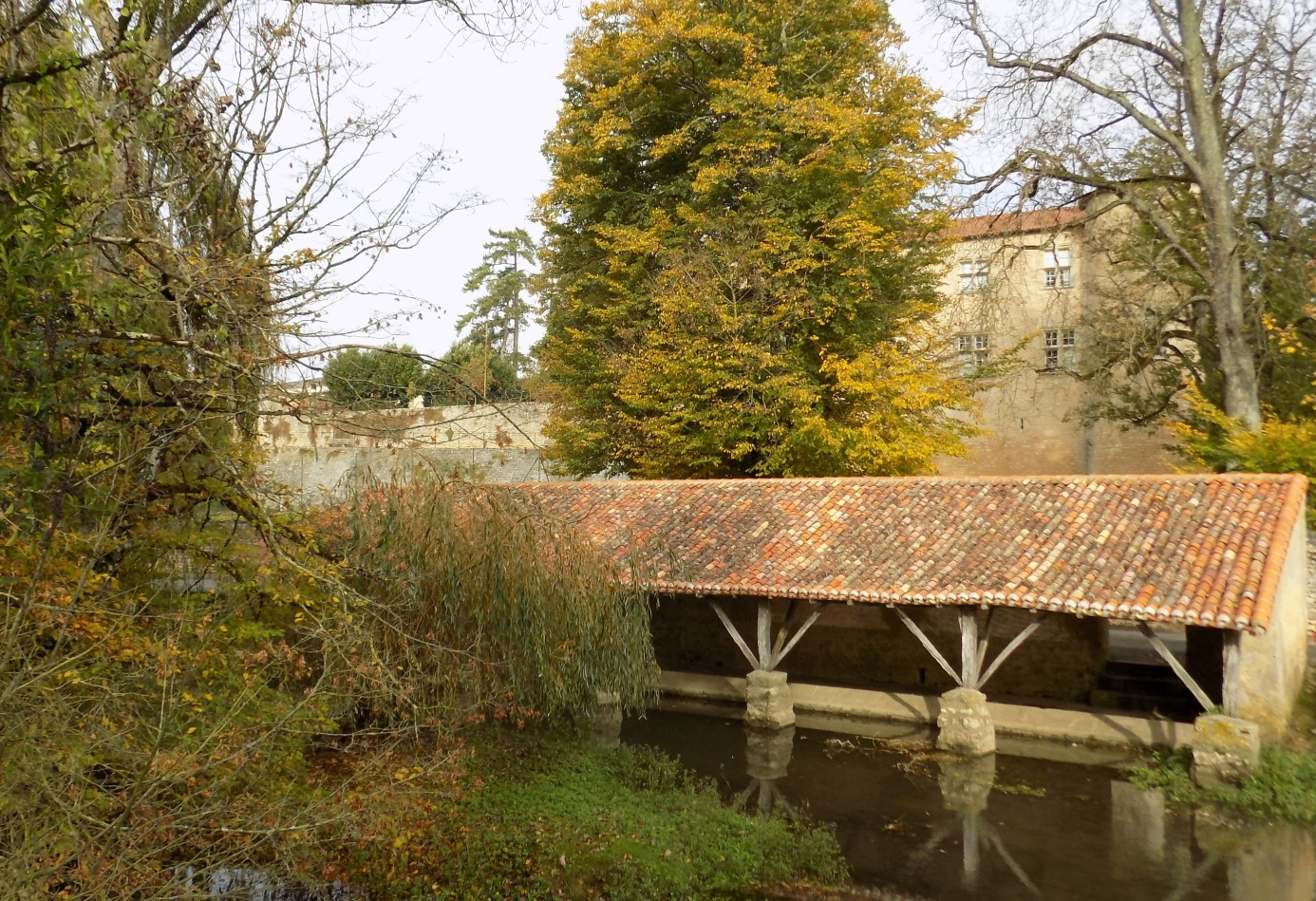
Waschhaus